# Scipione Riva-Rocci
Scipione Riva-Rocci (Almese, 7 augustus 1863 – Rapallo, 15 maart 1937) was een Italiaans internist en kinderarts.
Hij werd vooral bekend door de ontwikkeling van de bloeddrukmeter op basis van een kwikkolom. De aanduiding RR voor bloeddrukmeting staat voor Riva-Rocci.